# Moulay Abdelkader
Moulay Abdelkader  (in arabo مولاي عبد القادر‎?) è un centro abitato e comune rurale del Marocco situato nella provincia di Sidi Kacem, regione di Rabat-Salé-Kénitra. Conta una popolazione di 7 896 abitanti (censimento 2014).